# Moussoro
Cet article possède un paronyme, voir Mossoro.
Moussoro est une ville du Tchad située au centre ouest du pays. Elle est le chef-lieu du Bahr El Ghazel et la ville principale de l'ethnie Gouran-Kreda et Gouran-Daza

## Histoire
À l'aube de l'époque coloniale au Tchad, le chef de canton Issa Kelley Brahim alias Bodollou Koubi entreprit la mise en place de la ville de Moussoro, érigeant ainsi un témoignage vivant de l'histoire de la région. Les habitants autochtones, les Kreda, également appelés Karra, devinrent les piliers de cette nouvelle communauté, tissant les premiers fils de son identité culturelle.
À travers les vicissitudes de l'histoire tchadienne, Moussoro émergea comme un lieu de rencontre entre tradition et modernité.
visionnaire, façonna la cité avec une sagesse qui reflétait l'esprit de résilience propre aux Kreda. Les rues sinueuses portent les empreintes de leur héritage, tandis que les maisons en banco racontent l'histoire des générations qui ont appelé Moussoro leur foyer.
Au fil du temps, la ville a évolué, préservant son authenticité tout en s'adaptant aux changements du monde qui l'entoure. Les Kreda, gardiens du patrimoine, ont contribué à la richesse culturelle de Moussoro, façonnant une communauté qui résiste aux aléas du temps.
Aujourd'hui, Moussoro reste un témoignage vibrant de la fusion entre tradition et modernité au cœur du Tchad. Les générations successives perpétuent l’héritage de leurs ancêtres , tissant l'histoire continue de cette ville, où les Kreda demeurent les gardiens de leurs racines.

## Géographie
La ville se trouve à 300 km au nord-est de la capitale N'Djaména, sur la route de Faya-Largeau. C'est une ville ceinturée par des dunes, faisant paraître une grande cité bâtie sur des sables. Elle est le carrefour des nomades Peuls, Bornos, Arabes, de toutes les tribus des Gouranes. Durant la saison des pluies, c'est un carrefour essentiel de l'économie rurale du centre du pays. La ville dispose d'un marché de bétail, situé sur le côté sud, qui voit passer, chaque semaine, plus de 100 000 têtes de bétail,,.

## Carrefour routier
La grande ville de Moussoro est desservie par son aéroport, mais surtout, par sa station de voyage automobile, accueillant des milliers de camions et de voitures de voyageurs par jour[réf. nécessaire]. L'emplacement de Moussoro sert de point de rencontres et de carrefour pour plusieurs destinations, du Sud vers le Nord du pays, du Nord vers le Sud, de l'Ouest vers l'Est, de l'Est vers l'Ouest.
Moussoro comprend une résidence moderne du Président de la République du Tchad. Elle abrite un des plus grands complexes pénitentiaires du Tchad (La maison d'arrêt de Moussoro), elle détient aussi les plus grandes centres de formations militaires de l'Armée Nationale Tchadienne (ANT) et de la Garde Nationale et Nomade du Tchad (GNNT). La ville a bénéficié d'un grand château d'eau métallique construit en 1973 et qui permet de ravitailler une partie de la population en ressources hydriques.
La majeure partie de la population de Moussoro est d'origine nomade mais qui se sédentarise peu a peu en se tournant vers le commerce comme activité dominante, et réside aux alentours de Moussoro.

## L'éclipse de 1973

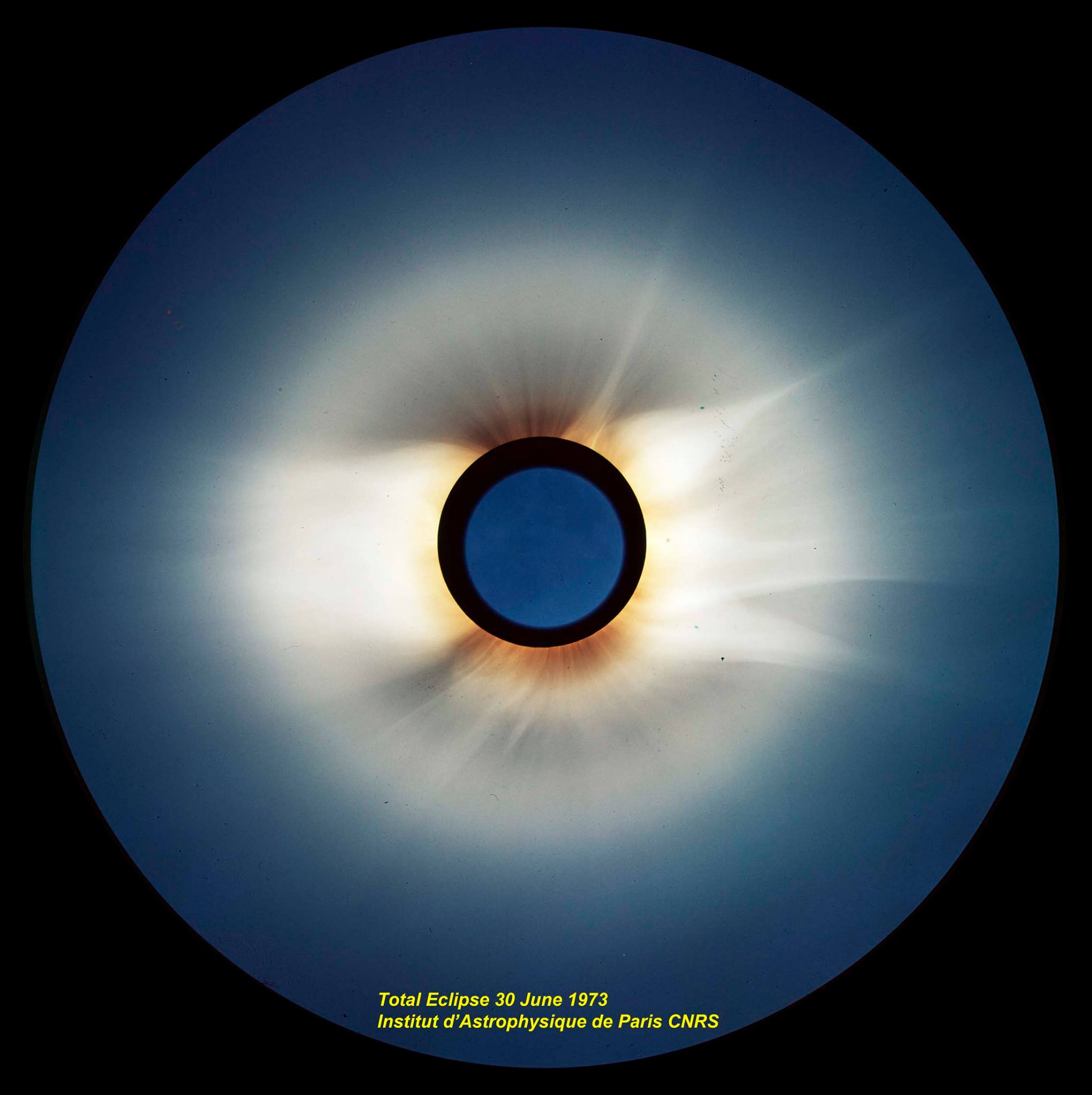
La photo de l'éclipse de 1973 filmée à Moussoro

Le 30 juin 1973, c'est à partir de cette ville que l'observation de l'éclipse solaire a été possible. Ainsi pour la première fois, Moussoro a vu, sur son aérodrome, des scientifiques venus du monde entier, des chercheurs de la NASA jusqu'aux entreprises privées, en passant par les laboratoires d'analyses de données.

## Galerie

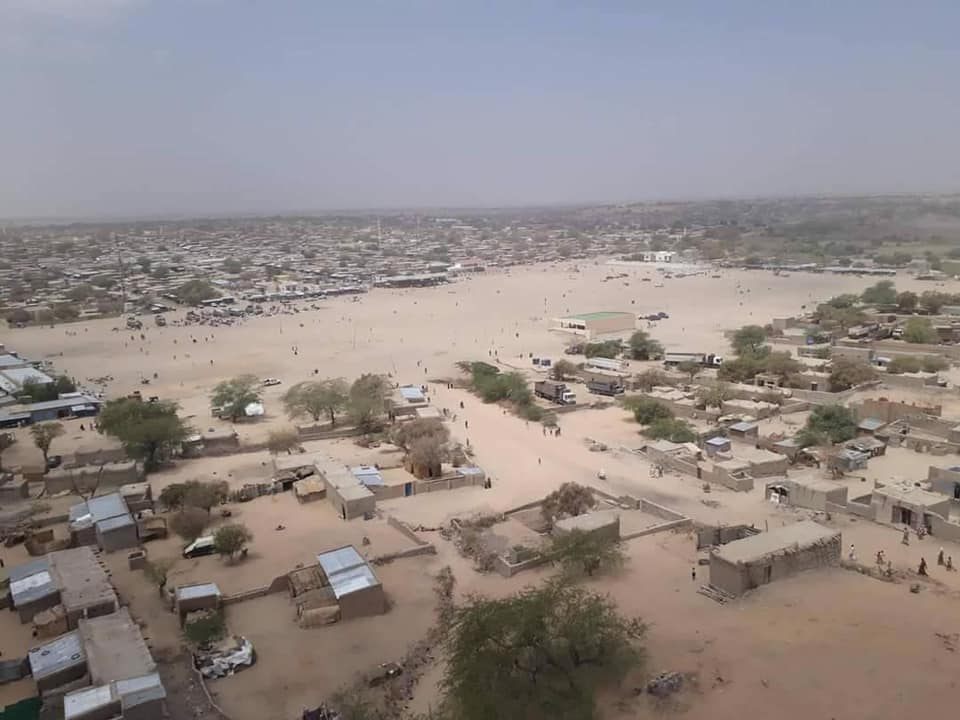
Moussoro, vue du ciel.
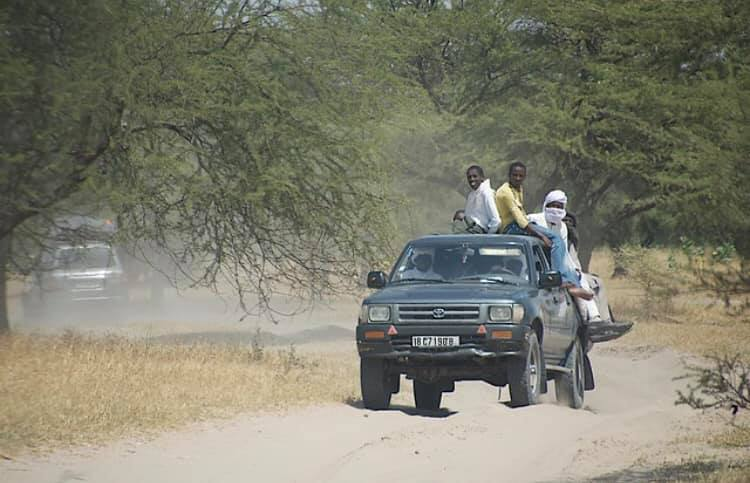
Transporteur en direction de Moussoro
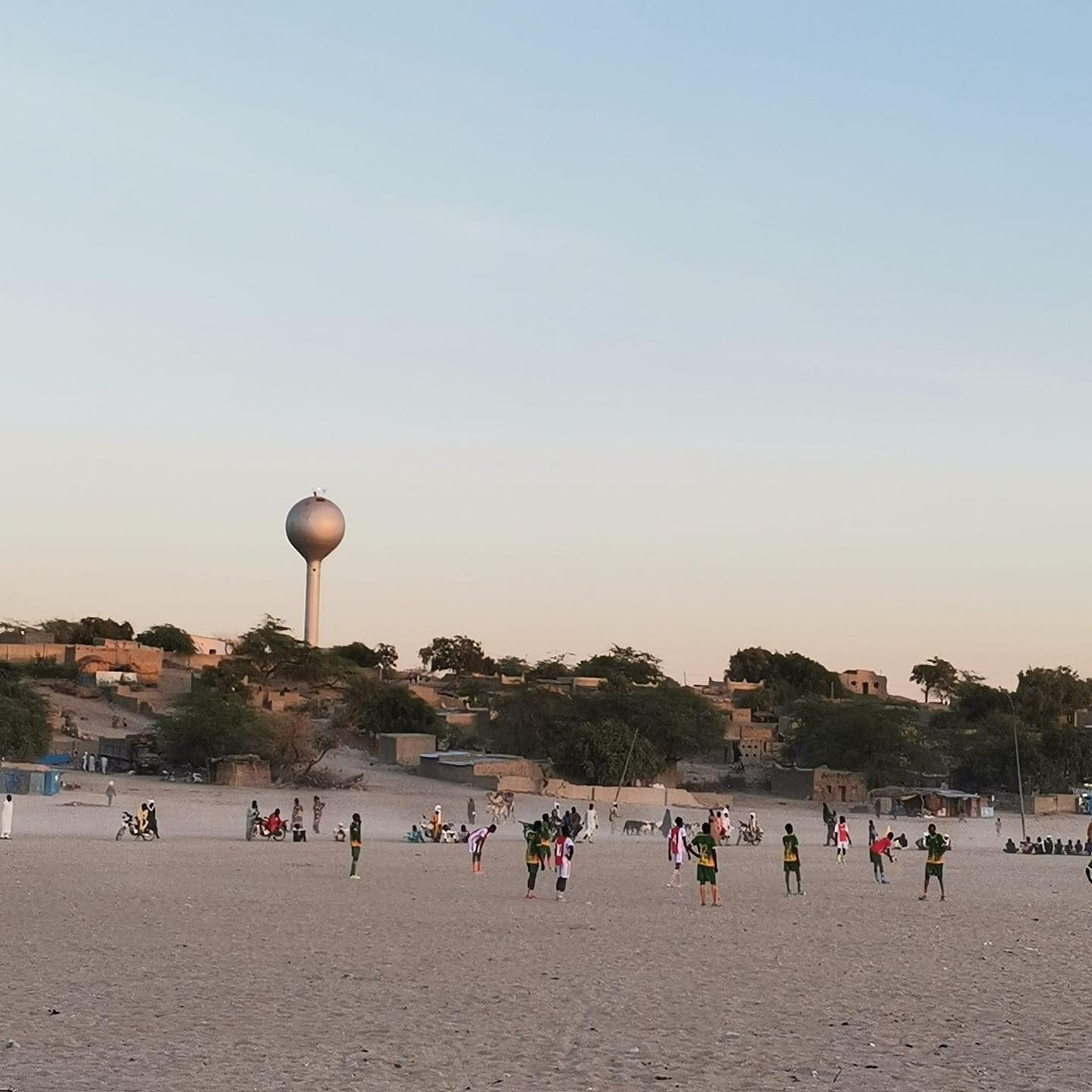
Château d'eau
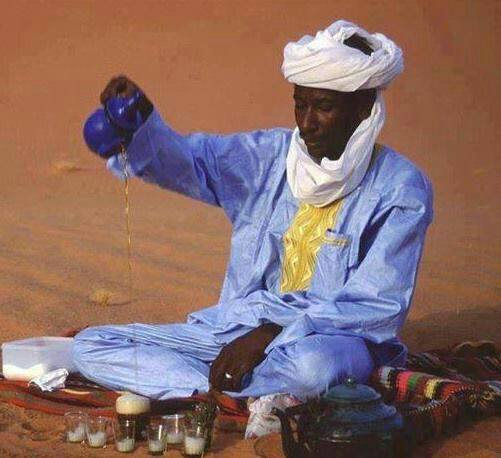
Un homme prépare le thé à Moussoro
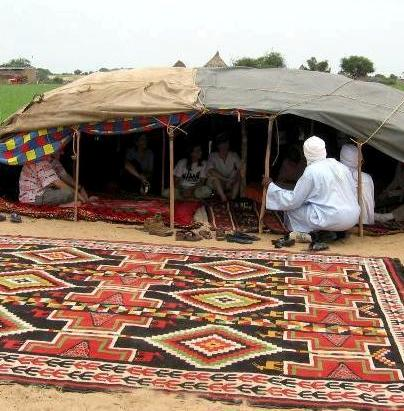
campement nomade à Moussoro
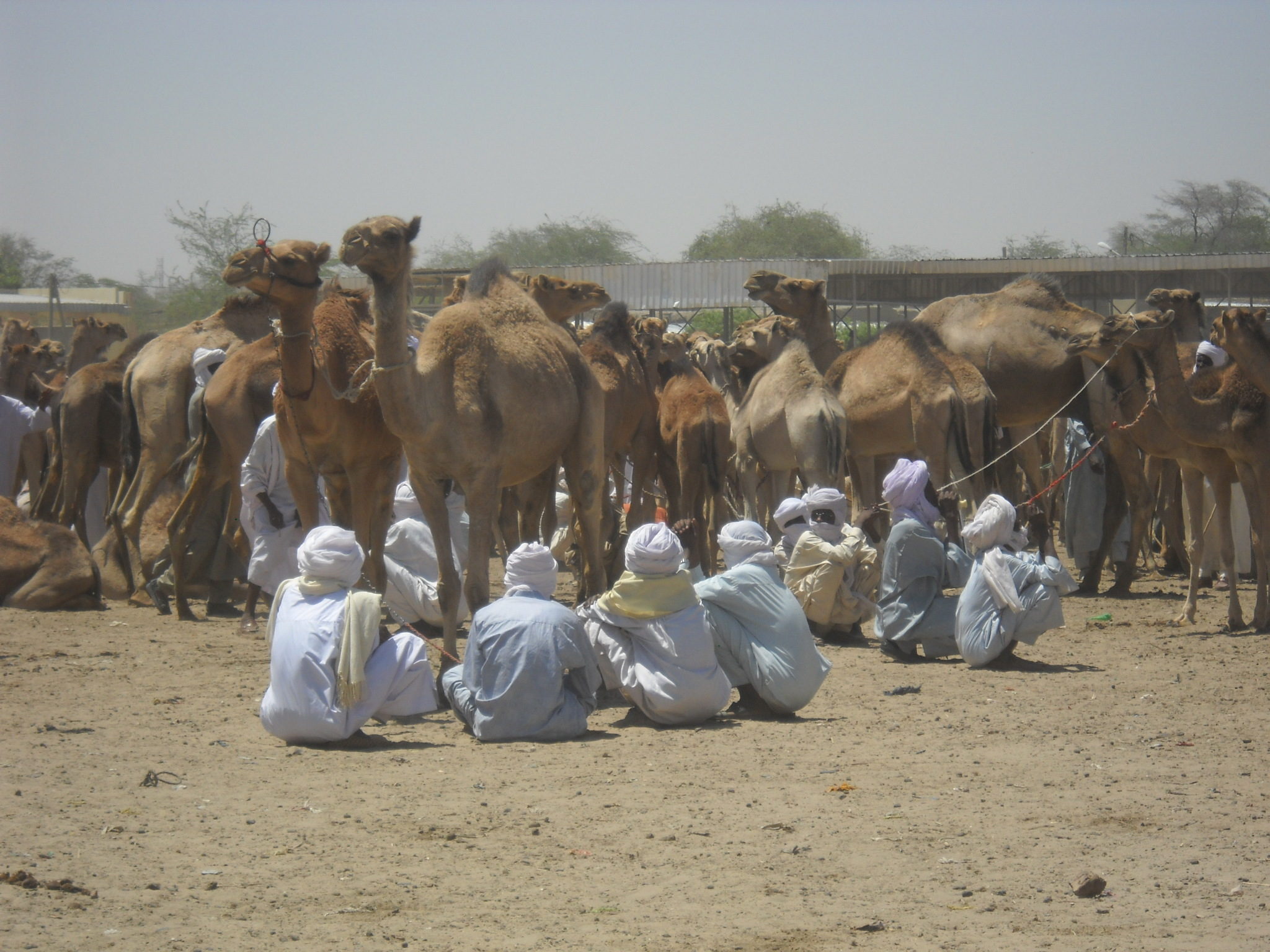
marché à bétail de Moussoro
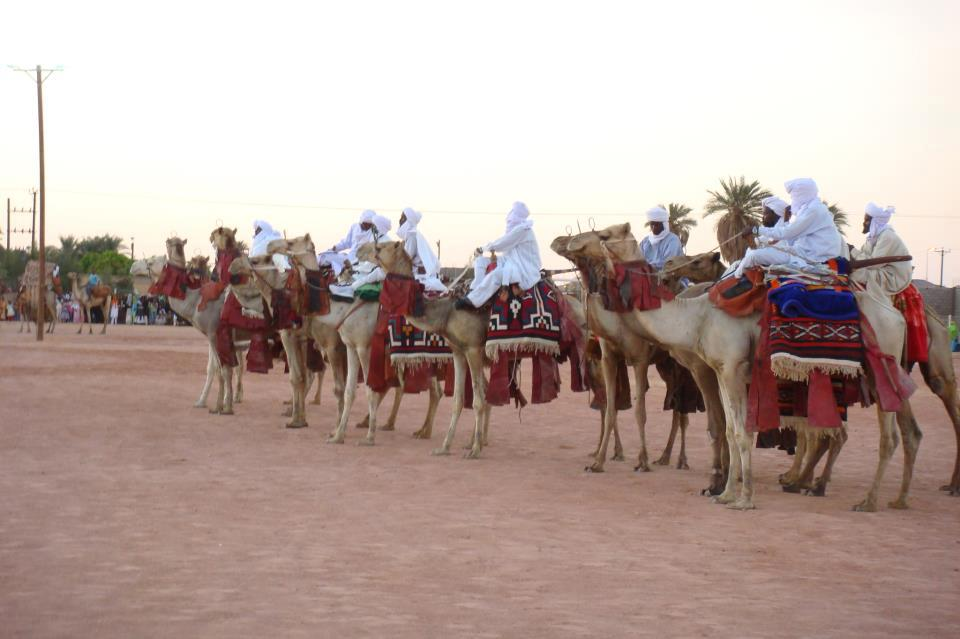
course de chamelier à Moussoro en 2003